# Egidius Vogels
Egidius Vogels (Nuenen, 20 juli 1804 – Amsterdam, 7 oktober 1877) was een Nederlands priester, schrijver en propagandist van het dogmatisch katholicisme in de 19e eeuw. Zijn devotionele werken verschenen in grote oplagen en droegen, na de periode van schuurkerken, bij aan de emancipatie van de katholieken in Nederland. Na zijn overlijden werd door zijn religieuze orde aangestuurd op heiligverklaring, echter tevergeefs.

## Familie, achtergrond
Egidius Vogels (ook wel: Aegidius, roepnaam Diel) was een zoon van Lucas Vogels en Maria van Lieshout, die zes kinderen hadden. Vader was textielfabrikant. Toen Egidius zeven jaar oud was overleed zijn vader en werd 'ome Nol', dat is Arnoldus van Lieshout, de pater familias. Zijn moeder, die later ging bijverdienen als herbergierster, overleed op 73-jarige leeftijd. 
Vogels' ouders waren in het huwelijk getreden in 1795, het jaar van de Bataafse Revolutie. Deze betekende voor de generaliteitslanden dat de bevoorrechte positie van de Nederduits Gereformeerde Kerk ophield en de katholieken nu ook wettelijk een vooraanstaande rol konden gaan nemen in de lokale politiek. Zo werd de grootvader van Egidius de eerste gekozen schepen-president van Nuenen. Egidius' familie behoorde tot de welvarende bovenlaag van het dorp. 
De Bataafse revolutie had voor de katholieke Nuenense ondernemers naast godsdienstvrijheid ook economische vooruitgang met zich mee gebracht. Hieruit volgde dat de kerk van Nuenen vernieuwd kon worden en allerlei schenkingen tegemoet kon zien. Was Egidius nog gedoopt in een schuurkerk (op 30 juli 1804), in 1843 schonk zijn oom, linnenfabrikant Arnoldus van Lieshout, een heuse kruisweg aan het volgende kerkgebouw, de Sint Clemenskerk. In 1863 werd Nuenen aangesloten op het spoortracé Eindhoven-Venlo. Egidius en zijn familieleden, waaronder een vijftal priesters, maakten er dankbaar gebruik van. 

## Opleiding
Egidius ging in Nuenen naar de lagere school. Zijn peetoom Wilhelmus Vogels was proost (rector) van een geloofsgemeenschap in Bedaf onder Uden. Mogelijk inspieerde hij hem voor het priesterambt. Op twaalfjarige leeftijd kon Vogels terecht op het zojuist opgerichte kleinseminarie Beekvliet in Sint-Michielsgestel. Volgens latere getuigenissen zou hij door medestudenten toen al voor een 'heilige jongeling' zijn aangezien. Hoe dan ook kon hij zijn daadwerkelijke priesteropleiding, in het kasteeltje van Nieuw-Herlaar, niet voltooien omdat koning Willem I in 1825 alle Nederlandse grootseminaries sloot. Uiteindelijk rondde hij zijn opleiding af in Münster (D).

## Priesterschap
In 1829 kreeg Egidius Vogels zijn eerste betrekking als kapelaan in de Sint Dionysiuskerk op 't Goirke in Tilburg. De pastoor aldaar, Wilhelmus van de Ven, was op het grootseminarie zijn leraar theologie geweest. Naar verluidt viel Vogels in Tilburg op door een streng godsdienstige, zelfs ascetische levenswijze, reden waarom hij 'de heilige man' werd genoemd. 
In 1842 hield de redemptorist Bernard Hafkenscheid een zogenaamde volksmissie in de parochie van Egidius. Dit was een specialiteit van de orde der redemptoristen: missionering met felle, aan demagogie grenzende donderpreken daarbij gebruik makend van theatrale middelen om de boodschap krachtiger over te brengen. Vogels was er dusdanig van onder de indruk dat hij zich het jaar erop in Sint-Truiden (B) aanmeldde voor intrede als kloosterling. In zijn eerstvolgende preek na het bezoek van Hafkenscheid -het was inmiddels kermis in Tilburg- haalde hij flink uit naar de kermisvierders. In zijn latere geschriften zouden de stijlkenmerken van 'hel en verdoemenis' regelmatig terugkeren. De volksmissies waren heuse publiekstrekkers in die tijd. Zo liep het opnieuw storm in Vogels' kloosterkerk aan de Keizersgracht te Amsterdam, in 1854, waarin Vogels de rol van biechtvader vervulde.

## Kloosterleven
Na zijn noviciaat legde Vogels op 16 juli 1844 zijn kloostergeloften af en trad daarmee definitief in bij de redemptoristen. In zijn noviciaat -een startersopleiding die één jaar duurde- werd onder meer geleerd aan zelfkastijding te doen door zich met een zweep (de zogenaamde disciplina) te geselen en een riem te dragen met ijzeren puntige uiteinden onder de kleren (cilice geheten). Zo mogelijk nog moeilijker was het blindelings gehoorzamen en het beteugelen van alle kwade neigingen. Daarentegen was het eten wel goed. Kloosterlingen verkeerden verhoudingsgewijs in luxe omstandigheden. Vogels werkte in verscheidene kloosters (per / in):
- 1843 Sint Truiden
- 1845 Luik
- 1850 Amsterdam
- 1856 Wittem
- 1861 Amsterdam
- 1865 's-Hertogenbosch
- 1869 Amsterdam
- 1870 Roermond
- 1873 Amsterdam

Aan de Keizersgracht heeft Vogels alles bij elkaar bijna vijftien jaar doorgebracht. Dat was het eerste mannenklooster boven de Moerdijk sinds de invoering van de gereformeerde staatsgodsdienst. 
Zijn belangrijkste bezigheid was het schrijven van religieuze werken. Vogels was erachter gekomen dat zijn kracht meer lag in het geschreven dan in het gesproken woord. Hij bezat een opvallend eenvoudige schrijfstijl die de religieuze boodschap voor zijn lezers direct toegankelijk maakt en hen raakte. Andere werkzaamheden bestonden uit biechthoren en het geven van zogenaamde retraites, geestelijke oefeningen voor bepaalde groepen. Verder was hij belast met het bijhouden van de kronieken van zijn kloosterprovincie, een soort actuele geschiedschrijving. 
Met mensen buiten het klooster had Vogels weinig contact, zo lijkt het. In Amsterdam bestond in die tijd veel armoede. In 1863 schreef Vogels hierover aan zijn familie: 'Weinigen hebben hier voorspoed en gaan vooruit en dezen zeggen dat het gelukkige tijden zijn. Anderen hebben hier tegenspoed, geen affaire,  geene kostwinning en dezen zeggen dat het slechte tijden zijn. Beiden hebben gelijk, maar van de laatsten zijn er de meesten. Wij als kloosterlingen wij trekken ons van die tijdelijke dingen niet veel aan. Sterker, in een brief aan zijn broer uit 1866 noemde hij vriendschap met personen van mindere stand 'altijd nadelig'.
Deze houding had ongetwijfeld te maken met de revolutionaire tijd waarin Vogels leefde. In 1864 had paus Pius IX de encycliek Quanta Cura uitgevaardigd waarin radicaal werd afgerekend met alle moderne (liberale en sociale) verlichtingsidealen. De katholieke kerk groef zich daarmee in in een halsstarrig conservatisme. Ook lokaal ontving de geestelijkheid in Nederland waarschuwingen om niet te nauw met personen uit andere sociale lagen om te gaan.

## Devotionalisering
Tegelijkertijd bracht de kerk in de tweede helft van de negentiende eeuw onder rooms-katholieken een proces van devotionalisering op gang. Het rooms-katholieke volk moest op het gevoel worden aangesproken om niet verloren te gaan. Dit openbaarde zich in de vorm van een ongekende productie van gebedenboeken en in de oprichting van talloze religieuze broederschappen, waarvan elke katholiek lid kon worden. Het was een periode van 'overspannen' katholieke identiteit. In Nederland heeft Vogels sterk aan deze kerkelijke beweging bijgedragen als auteur van diverse meditatieve boeken en boekjes, die bestemd waren als hulpmiddel tijdens het gebed. Een groot aantal daarvan is na zijn dood nog verschenen of herdrukt. 
Vogels' aandacht ging speciaal uit naar de verering en aanbidding van Maria en het Heilig Sacrament en naar het bidden van de kruisweg, een oud katholiek gebruik. De redemptoristen waren grote voorstanders van dergelijke herwaardering. Vogels speelde een belangrijke rol bij de verbreiding van de cultus rond Onze Lieve Vrouw van Altijddurende Bijstand. Grootste bekendheid kregen zijn tweeënveertig gebundelde kruiswegoefeningen. De kruisweg is een soort miniatuurpelgrimage door een kerkgebouw aan de hand van de 14 staties, veelal geschilderd. 
Vogels wordt wel gezien als de hersteller en verspreider van de kruisweg in Nederland. Wat in Tilburg was begonnen met twaalf oefeningen mondde uiteindelijk uit in zijn boek 'Twee en veertig kruiswegoefeningen, of de ziel vereenigd met Jesus op den kruisweg, met eene Geestelijke Associatie of Vereeniging van Godminnende Zielen' . Hiervan zagen maar liefst acht edities het licht. Al voor Vogels’ dood werden er duizenden exemplaren van verkocht en verscheen er zelfs een Duitse en Franse uitgave. Vogels introduceerde hiermee een nieuwe stijl van beschouwend bidden die meer aansloot bij de persoon van de mediterende. Elke oefening gaf hij een eigen thema mee. Ieder kon er wel wat van zijn gading in vinden en dat verklaart waarschijnlijk ook het succes.

## Overlijden

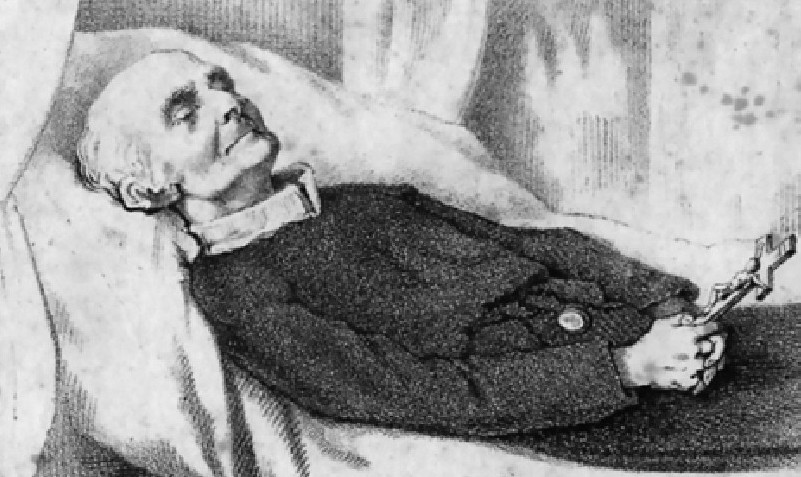
Aegidius Vogels (1804-1877) op zijn sterfbed

Na een vijftigjarig priesterschap sliep Vogels op 73-jarige leeftijd 'vredig' in. Onder grote belangstelling werd hij aanvankelijk begraven op het kerkhof De Liefde in Amsterdam-West, echter in 1944 herbegraven op het kerkhof Sint Barbara aan de Spaarndammerdijk.
Op de achterzijde van een gedachtenisprentje dat in de twintiger jaren is gedrukt blijkt dat zijn orde aanstuurde op een heiligverklaring. Tien jaar voor zijn dood had Vogels hierover nog iets aan zijn familie geschreven: 'Laat ons maar zo leven, dat wij eenmaal heilig worden. Dat wil niet zeggen om plegtig door de Heilige Kerk als heilig verklaard te worden, dit is te hoog voor ons en ook dat kost te veel geld; Want tot ene heiligverklaring zijn er vele duizenden guldens van noodig…dat is teveel voor ons! (...) in den laatsten dag zal God zelf die heiligverklaring en wel zonder kosten, voor geheel de wereld, uitspreken.' 

## Werken
In het Nieuw Nederlandsch Biografisch Woordenboek van 1924 werd Vogels 'een der vruchtbaarste Nederlandsche schrijvers van godsdienstige werken' genoemd. Zijn belangrijkste uitgave was ongetwijfeld Twee en veertig kruiswegoefeningen, of de ziel vereenigd met Jesus op den kruisweg, met eene Geestelijke Associatie of Vereeniging van Godminnende Zielen, Derde verbeterde druk, Amsterdam, bij B. Lenfring, 1859

## Vernoeming
In 1983 werd in Nuenen-Oost een straat naar Vogels vernoemd, de Egidius Vogelslaan.
- The BNF id 10699827 is not valid.
- International Standard Name Identifier: 0000 0000 7804 2789
- Nederlandse Thesaurus van Auteursnamen: 071571310
- Virtual International Authority File: 120169372